# Campeonato Africano de Lucha de 2015
El Campeonato Africano de Lucha se celebró en Egipto (Alejandría) entre el 27 y el 31 de mayo de 2015 bajo la organización de la Federación Internacional de Luchas Asociadas (FILA).

## Resultados

### Lucha grecorromana masculina
| Evento | Oro                                 | Plata                            | Bronce                                                |
| ------ | ----------------------------------- | -------------------------------- | ----------------------------------------------------- |
| 59 kg  | Haithem Mahmoud Ahmed · Egipto      | Hamza Salah Sofian Argelia       | Mehdi Messaoudi Marruecos Jan Combrinck Sudáfrica     |
| 66 kg  | Ibrahim Mahmoud Hamed · Egipto      | Barend Badenhorst Sudáfrica      | Ituru Oke Nigeria Tarek Aziz Benaissa Argelia         |
| 71 kg  | Ibrahim Nasser Ibrahim · Egipto     | Aziz Boualem Marruecos           | Akram Boudjemline Argelia ----                        |
| 75 kg  | Zied Ait Ouagram Marruecos          | Tarek Mohamed Abdesalam · Egipto | Emmanuel Nworie Nigeria Abdulai Salam Sierra Leona    |
| 80 kg  | Mohamed Mostafa Ahmed · Egipto      | Khalid Sahli Marruecos           | Adem Boudjemline Argelia Rached Ben Mesbah Túnez      |
| 85 kg  | Ahmed Mohamed Ibrahim Saad · Egipto | Bachir Sidazara Argelia          | Hamza Boumadiene Marruecos Chepin Dan Aura Kenia      |
| 98 kg  | Moustafa Elsaeed Hamdy · Egipto     | Hamza Haloui Argelia             | Choukri Atafi Marruecos Tiaan van der Merwe Sudáfrica |
| 130 kg | Mohamed Ahmed Abdellatif · Egipto   | Reda Hinani Marruecos            | Andries Schutte Sudáfrica ----                        |

### Lucha libre masculina
| Evento | Oro                                          | Plata                      | Bronce                                                    |
| ------ | -------------------------------------------- | -------------------------- | --------------------------------------------------------- |
| 57 kg  | Adama Diatta Senegal                         | Abdelhak Kherbache Argelia | Ebikweminmo Welson Nigeria Chakir Ansari Marruecos        |
| 61 kg  | Abderrahim Sayeh Argelia                     | Gert Coetzee Sudáfrica     | Ali Ragab · Egipto · Mohamed Nazih · Marruecos            |
| 65 kg  | Jean Bernard Diatta Senegal                  | Amas Daniel Nigeria        | Bebeto Yempo Yewah Camerún Bilal El Quarraqe Marruecos    |
| 70 kg  | Khalil Ayad Ibrahim · Egipto                 | Mohamed Boudraa Argelia    | Mohamed Ali Belayech Túnez Yassine Sardi Marruecos        |
| 74 kg  | Augusto Midana Guinea-Bisáu                  | Abdou Omar Abdou · Egipto  | Ayoub Braj Túnez Aziz Boualem Marruecos                   |
| 86 kg  | Mohamed Aly Zaghloul · Egipto                | Adem Boudjemline Argelia   | Armando Hietbrink Sudáfrica Soso Tamaru Nigeria           |
| 97 kg  | Ali Hamdy Amin Rabei Mosutafa · Egipto       | Martin Erasmus Sudáfrica   | Elounes Bouzid Argelia Cedric Yvan Tchouga Nyamsi Camerún |
| 125 kg | Diaaeldin Kamal Gouda Abdelmottaleb · Egipto | Hamza Haloui Argelia       | Fayne Thiaka Senegal ----                                 |

### Lucha libre femenina
| Evento | Oro                               | Plata                        | Bronce                                                        |
| ------ | --------------------------------- | ---------------------------- | ------------------------------------------------------------- |
| 48 kg  | Rebecca Muambo Camerún            | Maroi Mezien Túnez           | Amira Badr Mahmoud · Egipto · ----                            |
| 53 kg  | Odunayo Adekuoroye Nigeria        | Isabelle Sambou Senegal      | Dorsaf Elgharsi Túnez ----                                    |
| 55 kg  | Rim Ayari Túnez                   | Rabia Lamalsa Argelia        | Jeanne-Marie Coetzer Sudáfrica Joseph Essombe Taiko Camerún   |
| 58 kg  | Marwa Amri Túnez                  | Aminat Adeniyi Nigeria       | Safietou Goudiaby Senegal ----                                |
| 60 kg  | Habiba Tarek Fathi Attia · Egipto | Edwige Ngono Eyia Camerún    | Syrine Issaoui Túnez                                          |
| 63 kg  | Blessing Oborududu Nigeria        | Haiat Farag · Egipto         | Berthe Etane Ngolle Camerún Anta Sambou Senegal               |
| 69 kg  | Enas Mostafa · Egipto             | Blandine Metala Camerún      | Binta Senghor Senegal Zumicke Geringer Sudáfrica              |
| 75 kg  | Laure Ali Camerún                 | Refilwe Molongwana Sudáfrica | Hajaratu Mariama Kamara · Sierra Leona · Nadia Antar · Egipto |